# John Edwin (1768-1805)
John Edwin (1768 - Dublín, Irlanda, 22 de febrero de 1805), también conocido como Jack Edwin, fue un actor y director de teatro británico. 

## Biografía
Hijo del también actor John Edwin y de Sarah Walmsley, una modista y actriz. El 30 de julio de 1778, con tan sólo diez años de edad, realizó su primera aparición en el escenario del Teatro Haymarket al interpretar a Hengo en la obra Bonduca, de Beaumont y Fletcher, y desde entonces actuó con frecuencia junto a su padre. Dirigió algunas funciones teatrales privadas que fueron organizadas por su amigo íntimo, Lord Barrymore, en Wargrave (Inglaterra). En 1791 se casó con la actriz Elizabeth Rebecca Richards, conocida entonces por papeles infantiles y juveniles, y desde entonces ambos actuaron juntos en el Haymarket y en otros lugares. Edwin murió el 22 de febrero de 1805 en la ciudad irlandesa de Dublín.